# Tuhaň (ort i Tjeckien, lat 50,54, long 14,47)
Tuhaň är en ort i Tjeckien. Den ligger i den norra delen av landet, 50 km norr om huvudstaden Prag. Tuhaň ligger 277 meter över havet och antalet invånare är 294.
Terrängen runt Tuhaň är huvudsakligen platt, men norrut är den kuperad.Runt Tuhaň är det glesbefolkat, med 19 invånare per kvadratkilometer. Närmaste större samhälle är Česká Lípa, 17,3 km norr om Tuhaň. I omgivningarna runt Tuhaň växer i huvudsak blandskog.